# Mletačka Republika
Mletačka Republika ili Republika Venecija (tal. Repubblica di Venezia, kasnije Repubblica Veneta; ven. Repùblega de Venèsia, kasnije Repùblega Vèneta), tradicionalno Presvijetla Mletačka Republika (tal. Serenissima Repubblica di Venezia, ven. Serenìsima Repùblega Vèneta), bila je država koja se prostirala u dijelovima današnje Italije, Slovenije, Hrvatske, Crne Gore, Albanije, Grčke i Cipra, sa središtem u današnjem talijanskom gradu Veneciji. Postojala je od 7. do 18. stoljeća (1797. godine).
Bila je pomorska sila na obalama istočnog Sredozemnog mora, odnosno na obalama Jadranskog mora. Nastala je kao grad-država, nakon langobardske invazije na prostore današnje sjeverne Italije. Tijekom srednjeg vijeka, Mletačka Republika razvija se u vodeću pomorsku silu, ovladavši najvećim dijelom jadranske obale, dijelom otoka u Egejskom moru, te osnovavši svoje trgovačke kolonije u Carigradu i Jeruzalemu. Republika je prestala postojati nakon Napoleonovog osvajanja 1797. godine. Podijeljena je na venecijansku provinciju Habsburške Monarhije, Cisalpinsku Republiku i Ilirske pokrajine u Francuskom Carstvu.

## Povijest

### Početci
Mletačka Republika razvila se kao tipična ranosrednjovjekovna tvorevina, iz jednoga grada, kao patricijska republika. Osnova buduće republike bio je grad Venecija koji je nastao kao naselje izbjeglica, prvenstveno iz gradova Akvileje, Padove, Altiniuma i Concordije pred stalnim provalama i pljačkama Longobarda, Huna i ostalih stepskih naroda u sjevernu Italiju nakon propasti Zapadnog Rimskog Carstva. Ovi prognanici naseljavali su se zbog sigurnosti na otoke Venecijanske lagune (više od 118 otoka i otočića). Isprva na najveći Rivoalto (današnji otok Venecija, četvrt Rialto), a kasnije i na ostale. Iseljavanje stanovnika Akvileja i ostalih okolnih rimskih gradova na otoke u Venecijanskoj laguni otpočelo je već u 5. st., a nastavilo se i u sljedećem stoljećima. 
U prvim desetljećima 8. st. građani Lagune izabrali su svog prvog dužda, Ursusa, koji je bio podložan Bizantu i dobio njegove vladarske naslove hypatus i dux. Postoji, međutim, i jedna starija kronika (jako nepouzdana, kronika Ivana Đakona) po kojoj je prvi mletački dužd bio Anafestus Paulicius, izabran na tu dužnost još 697. godine. Stolovao je izvan lagune u obližnjem naselju Herakleji.

### Razvoj
Venecija se razvila u 9. st. i 10. st. zahvaljujući trgovini s Levantom, prije svega s tadašnjim glavnim gradom Istočnog Rimskog Carstva Konstatinopolom. Trgovina luksuznom egzotičnom robom (začini, mirisi, bjelokost) donosila je Mletačkoj Republici velike prihode jer je s vremenom Republika stekla nešto poput monopola na taj oblik trgovine po cijelom Sredozemlju. U to vrijeme grad je dobio i sveca zaštitnika u liku evanđelista svetog Marka čije su relikvije venecijanski trgovci uspjeli nabaviti u Aleksandriji.
Mletačka Republika odigrala je važnu ulogu u križarskim ratovima, a na prijevozu i organizaciji ratova uspjela se znatno obogatiti i povećati broj svojih prekomorskih posjeda. Vrhunac tadašnjih stremljenja Mletačke Republike bilo je zauzimanje i pljačkanje Carigrada uz pomoć križara 1204. godine za dužda Enrica Dandola i uspostavljanje Latinskog Carstva na ruševinama Bizanta.

### 15. stoljeće
U 15. stoljeću Venecija je dosegla svoj vrhunac. S više od 200.000 stanovnika bila je središte svjetske trgovine i najveći lučki grad na svijetu, sa 150 kanala i 400 mostova. Raskošne građevine koje su podsjećale na orijentalne uzore, postajale su sve raskošnije. Nicale su nove palače, bogato opremljene od umjetnika kao što su Tintoretto, Veronese, Tizian i Giorgione. Godine 1420. u sastavu mletačkog brodovlja bilo je 3 000 trgovačkih lađa sa 17 000 mornara, 300 velikih brodova s 8 000 mornara i 45 galija s 11 000 mornara.

### Pad
Pad Mletačke Republike započeo je kada su Turci osvojili Carigrad. Upravo porazno djelovalo je portugalsko otkriće morskog puta u Indiju. Od sada se, na primjer, mogao dobiti papar iz Lisabona za petinu jeftinije no što mu je bila cijena u Veneciji. Trgovačke su veze opustjele, moć i bogatstvo nestajalo, Venecija se sve više pretvarala u umirući grad.
Tijekom 18. stoljeća Venecija je postala jednim od najprepoznatljivih gradova u Europi koji je značajno uticao na umjetnost, arhitekturu i književnost. Nakon 1070 godina, Mletačka republika je izgubila svoju neovisnost kada je Napoleon Bonaparte 12. svibnja 1797. godine osvojio Veneciju na početku svoje vladavine.

## Vlast u Mletačkoj Republici
Na samom početku Mletačke Republike gradski dužd je vladao potpuno autokratski, no kasnije je njegova vlast ograničena institutom promissione, vlastitim obećanjem koje je dao prilikom izbora. Rezultat toga bio je da je dužd dijelio vlast s Velikim vijećem, sastavljenim od 480 članova uzetih iz venecijanskih patricijskih obitelji, na taj način "Dužd nije mogao učiniti ništa bez Velikog vijeća ali isto tako ni Veliko vijeće nije moglo ništa učiniti bez njega". Mletačka Republika dijelila se na Kopneno zaleđe (Domini di Terraferma), Stato da Mar i Dogado.
U XII. st. na intervenciju aristokratskih obitelji iz Rialta dodatno su smanjene duždeve ovlasti uspostavljanjem Malog vijeća (1175.), koje se sastojalo od šest duždevih savjetnika i Quarantie (1179.) kao vrhovnog suda. Te su institucije 1223. godine pretvorene u Signoriu (Gospoština) koja se sastojala od dužda, Malog vijeća i tri čelnika Quarantie. Signoria je postala središnje tijelo vlasti i predstavljala kontinuitet Republike, baš kao što kaže slavna izreka: "Se è morto il Doge, niente Signoria" ( "Ako je dužd mrtav, nije Signoria").
Tad su ustanovljene sapientes (mudroslovni uredi), isprva dva a kasnije šest, koji su u kombinaciji s ostalim ustanovama tvorili Collegio, iz kojih se oblikovala izvršna vlast Republike. 1229. godine osnovan je Consiglio dei Pregadi (Vijeće umoljenih), senat, od 60 članova izabranih u Velikom Vijeću.
Ovakav razvoj političke strukture vlasti davao je duždu vrlo malo moći, stvarna vlast otišla je u ruke Velikog Vijeća.
Tako je Mletačka Republika imala mješoviti tip vlasti, kombinirajući monarhiju u liku dužda, aristokraciju u senatu, i demokraciju u Velikom vijeću.
Velikom se političkom misliocu renesanse Machiavelliju vlast u Mletačkoj Republici daleko više sviđala od one u njegovoj Firenci.
1335. godine osnovano je Vijeće desetorice, koje je odmah po osnutku postalo središnje političko tijelo. Članovi tog vijeća radili su u tajnosti. Oko 1600. godine dominacija Vijeća desetorice nad Velikim vijećem počela se shvaćati kao prijetnja Republici te su ovlasti Vijeća desetorice bitno umanjene.
1454. godine osnovan je Vrhovni sud, u kojem su bila tri državna inkvizitora. Cilj suda bila je zaštita sigurnosti Republike pomoću špijunaže, kontrašpijunaže i unutrašnjeg nadzora uz mrežu doušnika. Time se Republika željela osigurati da ne dođe pod vlast jednog  "vladara", poput mnogih drugih talijanskih gradova iz tog doba. Jednoga od inkvizitora – popularno zvanog Il Rosso ("crveni") zbog svoje skerletnog ogrtača – birali su duždevi savjetnici, a dva – popularno zvana I Negri ("crni") zbog crnog ogrtača – biralo je Vijeće desetorice. Vrhovni sud s vremenom je preuzeo neke ovlasti Vijeća desetorice.
1556. godine osnovano je vladino tijelo Proveditori ai beni inculti, za unapređenje poljoprivrede povećanjem poljoprivrednih površina i poticanjem privatnih ulaganja. To tijelo je posljedica stalnog porasta cijena žitarica tijekom 16. stoljeća te se njime htjelo potaći prijenos kapitala iz trgovine u poljoprivrednu proizvodnju.

## Zemljopis

### Hrvatske zemlje pod Mlecima
Kako su Mlečani bili vrsni pomorci, dobar je dio Dalmacije, Istre, Kvarnera i Kvarnerića kraće ili duže vrijeme bio pod kontrolom Mletačke Republike. Od 1409. u Dalmaciji uprava je bila u rukama generalnog providura (talijanski: proveditore generale) koji se mijenjao svake treće godine. Za ovu se službu natjecalo mletačko plemstvo jer je bila časna i unosna. Generalni providur Dalmacije (talijanski: Provveditore Generale di Dalmazia) bio je vrhovni predstavnik mletačke vlasti u Mletačkoj Dalmaciji, sa sjedištem u guvernerskoj palači u Zadru, tada glavnom gradu pokrajine. Funkcija generalnog providura za Dalmaciju prvi puta je uvedena 1597. godine, a bila je aktivna sve do pada Mletačke Republike 1797. godine. Generalnog providura imenovalo je izravno mletačko Veliko vijeće, u prvom razdoblju na dvije godine, a od kraja 17. stoljeća na tri godine. 
Mletačka Dalmacija bila je podijeljena na okružja (distretto), kojima je na čelu bio knez (conte) kojeg je imenovao providur. Knezu uz bok stoje dva činovnika, kancelar (cancelliere) za sudbene poslove i camerlingo za financijske.
Civilne i kaznene poslove vodio je gradski (općinski) knez, a policajske vršili su veliki i mali suci. Seljaci su se sastajali u bratovštinama u skupove, na kojima su raspravljali o svojim potrebama. U svakom selu se na čelu civilnih i vojničkih poslova nalazio vođa zvan harambaša.
Dalmatski i talijanski (veneto) jezici govorili su se uglavnom u gradovima, dok se u manjim mjestima koristio hrvatski (dalmatinski). Latinski je bio zastupljen u birokraciji. Stanovništvo istoćne obale jadrana služilo je mletačku vojsku, u prvom redu mornaricu, ali i u profesionalnim pješačkim i konjaničkim postrojbama. Sustav obrane same Istre, Dalmacije i Boke bio organiziran po principu teritorijalne vojske, tzv. černide. 

## Državni simboli
Državne zastave
- Zastava iz 14. stoljeća
- Detaljnija inačica službene zastave (1659. – 1675.)
- Zastava za vrijeme mira
- Zastava za vrijeme rata
- Najčešći prikaz mletačke zastave

Varijante ratnih zastava 
- Varijanta iz 12. do 14. stoljeće, prikaz lika sv. Marka, korištena na kopnenim utvrdama.[7]
- Varijanta iz 14. stoljeća[8] korištena na prekomorskim utvrdama
- Ratna zastava, 14. stoljeće – 1797., korištena na prekomorskim utvrdama[9]
- Ratna zastava prekomorske vojske mletačke republike, 14. stoljeće – 1797.
- Varijanta koja se koristila tijekom posljednjih godina republike na kopnenim utvrdama[10]
- Varijanta koja se koristila tijekom posljednjih godina republike na kopnenim utvrdama[11]
- Ratna zastava mletačke mornarice

Grbovi i pečati
- Veliki grb
- Mali grb
- Kolonijalni pečat

Ostalo
- Kovanica iz mletačkog Cipra
- Lav sv. Marka na zastavi Talijanske mornarice

## Vanjske poveznice
- Politički sustav Mletačke Republike  Arhivirana inačica izvorne stranice od 28. studenoga 2007. (Wayback Machine)
- Slobodna Dalmacija Podlistak: Iz prošlosti hrvatske zajednice u Mletcima
- Slobodna Dalmacija Podlistak: Hrvati u crnoj kronici prošlostoljetnih Mletaka